# Vigvári Vendel
Vigvári Vendel Csaba (Budapest, 2001. szeptember 10. — ), világbajnok magyar válogatott vízilabdázó, a Ferencvárosi TC játékosa.

## Sportpályafutása
A Petőváry Zsolt által irányított KÓPÉ csapatában kezdett vízilabdázni 2011-ben. 2017-től az UVSE utánpótlás csapatba igazolt, ahol 2018-tól a háromszoros olimpiai bajnok, Benedek Tibor OB1-es "csikócsapatának" meghatározó tagjaként játszott. 2020-ban a Ferencvároshoz igazolt. Klubjával ebben az évben megnyerte a 2020-as magyar férfi vízilabdakupa. Még ugyanebben az évben meghívást kapott Märcz Tamástól a világliga-selejtezőre készülő válogatott decemberi összetartására. Nemzetközi eseményen a felnőtt válogatott tagjaként 2021 januárjában mutatkozott be egy Debrecenben megrendezett Olaszország elleni világliga-mérkőzésen, majd a torna második napján a horvátok ellen szerzett három találatával a mérkőzés legeredményesebb játékosa volt magyar részről.
A 2020-21-es szezonban a Ferencvárossal újból magyar kupagyőztes lett, az országos bajnokságban pedig bronzérmet szerzett. A bajnokok ligájában döntőbe jutott csapatával, de a Pro Recco együttesével szemben alulmaradtak. A 2021-22-es szezonban a Fradival megismételte magyar kupa sikerét, majd megszerezte első magyar bajnoki címét. 
A válogatottal a 2022-es férfi vízilabda-Európa-bajnokságon Splitben ezüstérmet szerzett. 2023 nyarán a nemzeti csapat tagjaként világbajnokságot nyert Fukuokában.

## Eredményei
- Magyar Bajnokság (OB1)
  - Magyar bajnok: 2022, 2023, 2024, 2025
  - Bronzérem: 2021
- Magyar Kupa
  - Aranyérem: 2020, 2021, 2022, 2024

- Bajnokok Ligája
  - Aranyérmes: 2024, 2025
  - Ezüstérmes: 2021
- LEN-szuperkupa
  - győztes: 2024[7]
- Európa-bajnokság
  - ezüstérem: 2022
- Világbajnokság
  - ezüstérmes: 2025

## Magánélete
Öccse, Vince szintén vízilabdázó, jelenleg az OSC játékosa. Édesanyja magyar bajnok teniszező, édesapja, Vigvári Csaba szintén vízilabdázott, 1991-ben az Újpesti TE színeiben lett magyar bajnok.